# 賈探春
賈探春是《紅樓夢》中的主要人物，為榮國府二房賈政與妾室赵姨娘之女，賈寶玉的庶出妹妹，贾环的同母姐姐。她是海棠诗社的发起者，别号蕉下客，花籤杏花，居于大观园中的秋爽斋。

## 性格
賈探春性格直率強悍，有男子之風，曾甩了王善保家的一巴掌，也受到弟弟賈環和丫鬟們的敬畏。

## 能力
精通書法，文才亦高。做事精明能干，有經世致用之才，雖為庶出，仍受賈母、王夫人等器重，曾代王熙鳳理家。同時亦具有獨到眼光，曾預言賈府被抄家。

## 人物事蹟
探春是賈府中最具治事長才的姑娘，連嫡母王夫人都對她青眼有加，王熙鳳也要忌憚三分，曾言「太太又疼她，雖然面上淡淡的，皆是因為趙姨娘那老東西鬧的，心裏卻是和寶玉一樣呢」。探春代鳳姐管家期間，平兒亦曾告誡不服管的下人「她撒個嬌兒，太太也得讓她一二分，二奶奶也不敢怎樣」、「二奶奶這些大姑子小姑子裡頭，也就只單畏他五分」。
王熙鳳臥病時，王夫人讓探春代之管家。期間她和薛寶釵、李紈發動大觀園改革，被下人喻為「鎮山太歲」，脂批：「探春看得透、拿得定、說得出、辦得來，是有才幹者。」可惜為時已晚，難以挽回賈府頹勢。
在王夫人和邢夫人因妯娌矛盾暗自較勁，王熙鳳身分尷尬、無法阻攔，進而導致「抄檢大觀園」風波時，探春是惟一具有主控權的晚輩。相較於賈迎春懦弱怕事、賈惜春明哲保身、林黛玉被隔在事外、薛寶釵隔日即搬出大觀園，探春並未躲避和漠視自己所處的環境，並萬分悲憤地發表「百足之蟲，死而不僵」論。
張愛玲考證認為，在原著結局中探春應是被封以「杏元公主」的名號，遠嫁番王和親，並且一去難回。另有紅學家推測，「清明涕送江邊望」、「清明妆点最堪宜」等詩句應在探春身上，是指其出嫁時正值清明時節。

## 結局
在高鶚後四十回的續書中，她的結局是遠嫁至海疆的官家中，因此躲過抄家一劫。

## 判詞
才自精明志自高，生于末世運偏消。清明涕送江邊望，千里東風一夢遙。

## 曲文
「分骨肉」
一帆風雨路三千，把骨肉家園齊來拋閃。恐哭損殘年。告爹娘，莫把兒懸念。自古窮通皆有命，離合豈無緣？從今分兩地，各自保平安。奴去也，莫牽連。

## 灯谜
「风筝」
阶下儿童仰面时，清明妆点最堪宜。游丝一断浑无力，莫向东风怨别离。

## 代表植物
探春為十二釵中惟一具兩代表花者：
- 杏花：其命運之代表

六十三回《壽怡紅群芳開夜宴  死金丹獨艷理親喪》中掣花籤時所得為杏花：「眾人看上面是一枝杏花，那紅字寫著『瑤池仙品』四字，詩云：日邊紅杏倚雲栽。注云：『得此籤者，必得貴婿，大家恭賀一杯，共同飲一杯。』」
- 玫瑰：其性格之代表

六十五回中，賈璉偷娶尤二姐後，其心腹小廝興兒對尤二姐大略介紹家中人物時，提到探春時有以下評語：「三姑娘的渾名是『玫瑰花』...玫瑰花又紅又香，無人不愛的，只是刺戳手。也是一位神道，可惜不是太太養的，『老鴰窩裡出鳳凰』」
玫瑰帶刺，但若不受威脅絕不主動攻擊，正如探春個性。第七十四回《惑奸讒抄檢大觀園  避嫌隙杜絕寧國府》中給予王善保家的令人爽快的一巴掌，也是因為王善保家的以下犯上，並且掀探春的衣襟此舉無疑將探春當賊看。探春的動怒是捍衛人格的一種表現，之所以口稱王善保家的為『奴才』更是以階級制度杜絕污辱。
而玫瑰「又紅又香，無人不愛的」也是探春個性令人喜愛的一面，探春落落大方、不扭捏造作；借黛玉之眼觀來，探春「俊眼修眉、顧盼神飛、文彩精華、見之忘俗」。

## 與其親母趙姨娘之關係
有人以探春不願意承認自己的親生母親趙姨娘，尊嫡母為母親為非，實為當時風俗禮法如此，非其不認親也。然探春確有刻意疏遠生母和親弟賈環的表現。

## 丫鬟
侍書、翠墨、蟬姐兒、艾官。